# Aashiqui
Pour plus de détails, voir Fiche technique et Distribution.
Aashiqui (आशिक़ी) est un film romantique de Bollywood réalisé par Mahesh Bhatt en 1990, avec Rahul Roy, Anu Agarwal, Deepak Tijori, Tom Alter et Reema Lagoo.
Ce film a été particulièrement apprécié pour sa musique et a lancé les carrières des chanteurs Kumar Sanu et Anuradha Paudwal ainsi que du duo de compositeurs Nadeem-Shravan. Dans les cinémas, le public se pressait pour écouter les chansons et c'est d’ailleurs l’un des nombreux films de Bollywood à avoir remporté plus de succès pour sa musique que pour sa réalisation qui a été critiquée, tant pour les faiblesses de son scénario, de sa mise en scène que de sa direction d'acteur.

## Synopsis
Rahul Roy et Anu Verghese se rencontrent dans un poste de police. Alors que Rahul a endommagé la voiture de son père auquel il reproche d'avoir divorcé de sa mère pour se remarier, Anu s’est échappée du pensionnat où elle se sent prisonnière. Ils se revoient et tombent amoureux. Rahul aide Anu, demandant à Master, son confident et ami, de devenir le tuteur d'Anu qui peut ainsi quitter définitivement le pensionnat, être remarquée par un agent et devenir mannequin. Dès lors, sa vie change complètement, elle gagne énormément d’argent, habite un luxueux appartement… Rahul veut l’épouser mais il doit d’abord trouver une situation. Fort heureusement, il est remarqué par un producteur de disques qui lui offre d’enregistrer son premier album. À présent, le mariage devient possible, mais les employeurs d’Anu instillent le doute dans l’esprit de Rahul en lui faisant croire qu’il ne doit son succès qu’à l’aide de son amie. Profondément blessé dans son amour propre, il se brouille avec Anu qui décide alors de poursuivre sa carrière de mannequin à Paris, loin de celui qu’elle aime mais qu’elle ne reconnaît plus.

## Fiche Technique
- Titre : Aashiqui
- Titre hindi : आशिक़ी
- Titre ourdou : عاشقی
- Réalisateur : Mahesh Bhatt
- Producteur : Gulshan Kumar
- Scénariste :Robin Bhatt
- Musique : Nadeem-Shravan
- Sortie : 17 août 1990
- Durée : 152 minutes
- Pays : Inde
- Langue : Hindi

## Distribution
- Rahul Roy	: Rahul
- Anu Agarwal : Anu Verghese
- Deepak Tijori : Master, ami de Rahul
- Tom Alter	: Arnie Campbell, directeur du pensionnat
- Avtar Gill : Inspecteur Deshpande
- Javed Khan : Oncle de Peter
- Mushtaq Khan : Master (Mushtaque Khan)
- Reema Lagoo : Mme Roy, mère de Rahul

## Musique
La musique a été composée par Nadeem-Shravan et les paroles ont été écrites par Sameer, Rani Malik et Madan Pal. Les chansons sont interprétées par Kumar Sanu, Anuradha Paudwal et Udit Narayan.
| Chanson                                    | Interprète(s)                                      |
| ------------------------------------------ | -------------------------------------------------- |
| "Bas Ek Sanam Chaahiye.. Aashiqui Ke Liye" | Kumar Sanu                                         |
| "Jaane Jigar Janeman"                      | Kumar Sanu & Anuradha Paudwal                      |
| "Main Duniya Bhula Doonga"                 | Kumar Sanu & Anuradha Paudwal                      |
| "Nazar Ke Samne Jigar Ke Paas"             | Kumar Sanu & Anuradha Paudwal                      |
| "Dheere Dheere Se Meri Zindagi Mein Aana"  | Kumar Sanu & Anuradha Paudwal                      |
| "Mera Dil Tere Liye Dhadakta Hai"          | Anuradha Paudwal & Udit Narayan                    |
| "Nazar Ke Samne Jigar Ke Paas"             | Kumar Sanu & Anuradha Paudwal                      |
| "Tu Meri Zindagi Hai"                      | Kumar Sanu                                         |
| "Tu Meri Zindagi Hai"                      | Kumar Sanu (Version II) ; Nitin Mukesh (Version I) |
| "Ab Tere Bin Jee Lenge Hum"                | Kumar Sanu                                         |

## Récompenses
Aashiqui a remporté 4 récompenses aux Filmfare Awards 1991 :
- Meilleur parolier – Sameer pour la chanson Nazar Ke Samne
- Meilleurs directeurs musicaux – Nadeem Saifi et Shravan Rathod, connus sous le nom de Nadeem-Shravan
- Meilleure chanteuse – Anuradha Paudwal pour la chanson Nazar Ke Samne
- Meilleur chanteur – Kumar Sanu pour la chanson Ab Tere Bin